# Schwäbische Forschungsgemeinschaft
Die Schwäbische Forschungsgemeinschaft (kurz: SFG) mit Sitz in Augsburg wurde 1949 gegründet und hat sich laut ihrer Satzung „der planmäßigen wissenschaftlichen Erforschung und Bearbeitung der Geschichte und Landeskunde Bayerisch-Schwabens und der Veröffentlichung entsprechender Quellen und Forschungsergebnisse“ verschrieben.

## Geschichte
Der Verein ist eine aus den Zwängen der unmittelbaren Nachkriegszeit hervorgegangene Einrichtung. In den seit Juli 1947 geführten Gesprächen mit dem damaligen Vorsitzenden der Münchener Kommission für bayerische Landesgeschichte, dem Historiker Max Spindler (1894–1986), kamen die Verhandlungsführer zu der Entscheidung, eine Gemeinschaft ehrenamtlich tätiger Forscher aufzubauen. Dies war wesentlich leichter durchzuführen, als ein ortsgebundenes Institut zu gründen, das einen festen Etat sowie einen Stellenplan benötigt hätte. Spindler beauftragte den Heimatpfleger Alfred Weitnauer (1905–1974), den Bistumshistoriker und Priester Friedrich Zoepfl (1885–1973) und den Mundartforscher Eduard Nübling (1906–1997) eine Satzung zu entwerfen und alle maßgeblichen geschichtspflegenden Kräfte in Schwaben für die neue Organisation zu werben. Spindler sah in dem Historiker Götz Freiherr von Pölnitz (1906–1967) die geeignetste Person, die wissenschaftliche Betreuung der neuen Forschungsgemeinschaft zu übernehmen.
Am 2. Oktober 1948 beschloss die Kommission für bayerische Landesgeschichte der Gründung der Schwäbischen Forschungsgemeinschaft zuzustimmen. Daraufhin erfolgte am 18. Oktober 1949 im Schaezlerpalais in Augsburg die Gründung der Gemeinschaft als selbstständige Einrichtung der Kommission für bayerische Landesgeschichte. Seit 1980 besteht eine enge Kooperation mit dem Lehrstuhl für Bayerische und Schwäbische Landesgeschichte der Universität Augsburg, in deren Räumen die Schwäbische Forschungsgemeinschaft auch untergebracht ist. Am 12. Februar 1993 wurde die Einrichtung durch die Gründung eines eingetragenen Vereins rechtlich selbstständig, arbeitet aber auch weiterhin intensiv mit der Kommission für Bayerische Landesgeschichte zusammen, die zu diesem Zweck zusammen mit dem Bayerischen Staatsministerium für Unterricht und Kultus die Schwäbische Forschungsstelle Augsburg gründete, die in den Räumlichkeiten der Schwäbischen Forschungsgemeinschaft untergebracht ist.

## Aufgaben
Der Verein beauftragt Experten mit der Erforschung und Bearbeitung der Geschichte und Landeskunde Bayerisch-Schwabens und veröffentlicht in ihren Publikationsreihen die dabei gewonnenen Ergebnisse im Eigenverlag. Außerdem veröffentlicht sie in Zusammenarbeit mit der Schwäbischen Forschungsstelle Augsburg den Historischen Atlas von Bayerisch-Schwaben, der mittlerweile in der zweiten Auflage erschienen ist.

## Mitglieder
Laut Satzung ist die Zahl der Mitglieder auf 30 limitiert – dabei werden aber Personen, die älter als 70 Jahre sind oder ihren Wohnsitz außerhalb Bayerns beziehungsweise des schwäbisch-alemannischen Sprachraums haben, nicht mitgerechnet. Die Mitglieder stammen aus den Fachrichtungen der Archäologie, Denkmalpflege, Geographie, Geschichte, Kunstgeschichte, Literaturwissenschaft, Sprachwissenschaft und Volkskunde.

### Geschäftsführender Vorstand
- 1949–1979 Eduard Nübling[5]
- 1979–1984 Pankraz Fried[5]

### Wissenschaftlicher Vorstand
- 1949–1960 Götz Freiherr von Pölnitz
- 1960–1979 Norbert Lieb
- 1979–1984 Wolfgang Zorn

1993 Neuformierung als gemeinnütziger Verein

### Erster Vorsitzender
- 1984–2000 Pankraz Fried[5]
- 2001–2016 Rolf Kießling
- seit 2016 Gerhard Hetzer[6]

### Zweiter Vorsitzender
- 1984–2003 Georg Simnacher[5]
- seit 2003 Helmut Gier[7]